# Полет 521 на „Аерофлот“
Полет 521 на „Аерофлот“ е редовен международен пътнически полет от летище „Шереметиево“, Москва, Русия, до международното летище „Дубай“, Дубай, Обединените арабски емирства, управляван от „Аерофлот“. На 21 септември 2001 г. самолетът „Ил-86“, който изпълнява полета, се приземява по корем на летището в Дубай, след като членовете на екипажа забравят да активират прекъсвача на колесниците, което оставя колесниците прибрани и без да подозира за грешката си, приземява машината на писта 30R. Самолетът се плъзга няколко десетки метри, преди да спре, докато в същото време третият двигател и задният товарен отсек се запалват. Всички 322 души на борда оцеляват.
Междущатският авиационен комитет, Федералната агенция за въздушен транспорт, „Илюшин“ и „Аерофлот“ взимат участие в разследването. То установява, че пилотите инициират лоша конфигурация за подход и нарушават няколко закона. Координацията и управлението на ресурсите на екипажа също е неадекватно и то допълнително допринася за инцидента.
„Аерофлот“ плаща на всеки пътник сума, еквивалентна на 400 щ. д., като обезщетение и още 10 милиона щ. д. на международното летище „Дубай“, поради спирането на дейността на летището за 13 часа, тъй като „Ил-86“ блокира пистата. Пилотите губят сертификатите си, а капитанът е уволнен.